# Jan Rotter (zapaśnik)
Jan Rotter (ur. 30 marca 1991) – niemiecki zapaśnik walczący w stylu klasycznym.Zajął trzynaste miejsce na mistrzostwach Europy w 2016. Siódmy w Pucharze Świata w 2015 i ósmy w 2016. Trzeci na ME kadetów w 2007 roku.
Wicemistrz Niemiec w 2013 i 2017, a trzeci w 2014 roku.